# Thịt bò viên
Thịt bò viên là một món ăn phổ biến tại miền Nam Trung Quốc và các cộng đồng người Hoa ở trên toàn thế giới. Thịt bò viên làm bằng thịt bò mà đã được nghiền thành bột mịn và dễ dàng phân biệt với thịt heo viên hay cá viên vì thịt bò viên có màu đậm hơn, được ưa chuộng nhất là loại bò viên gân, vì dai. 

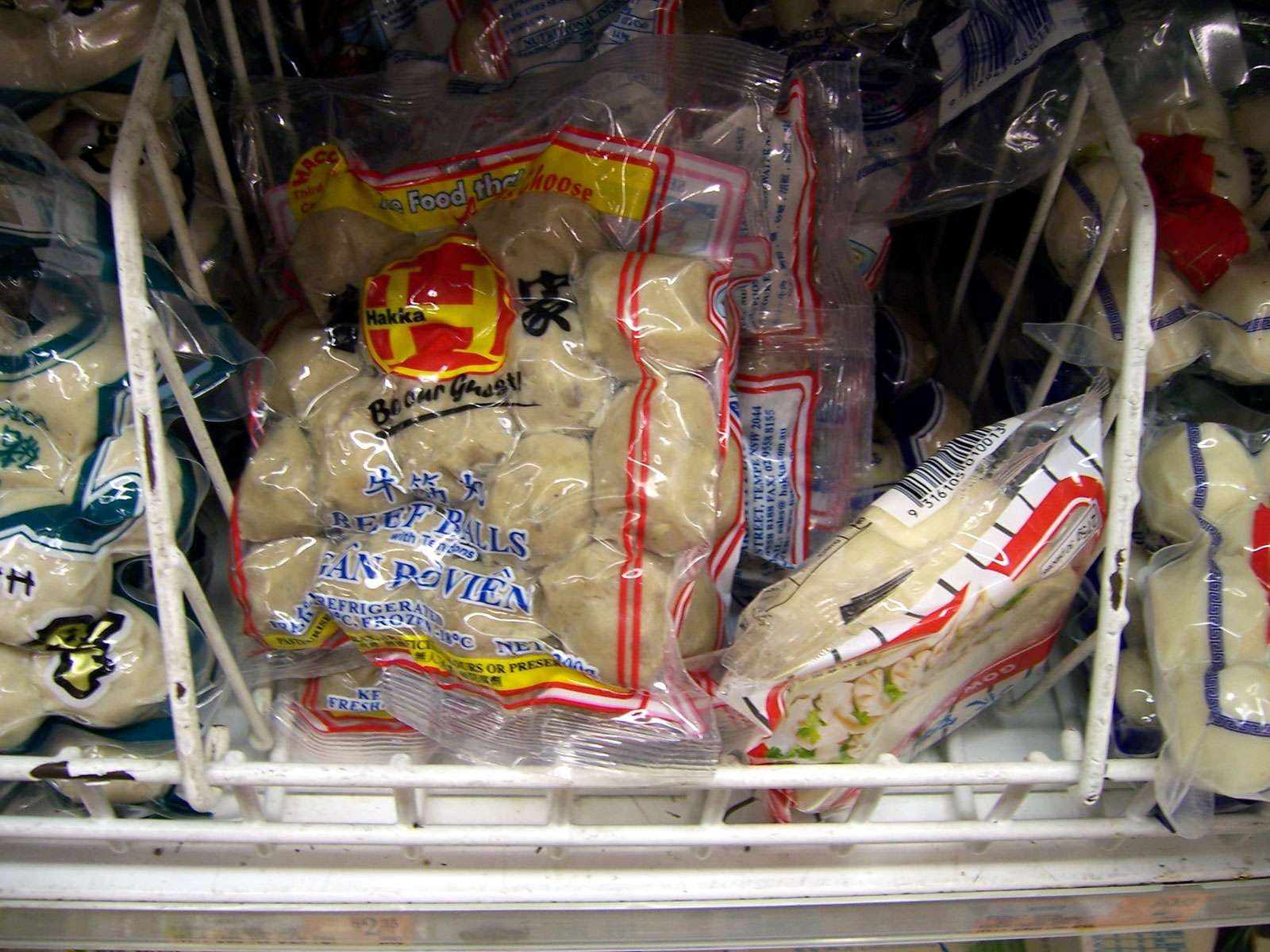
Thịt bò viên đóng gói, đông lạnh

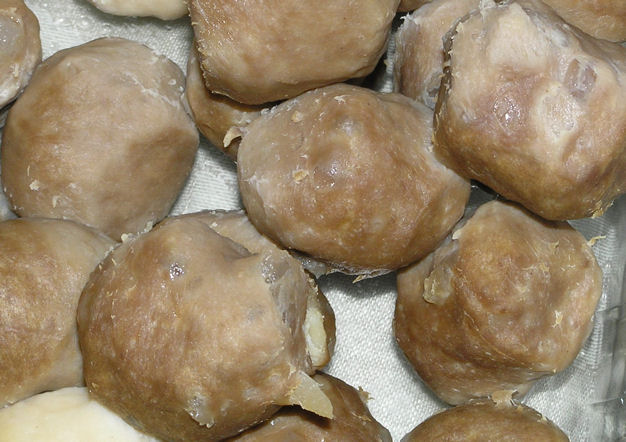
Thịt bò viên đông lạnh, xé khỏi bao

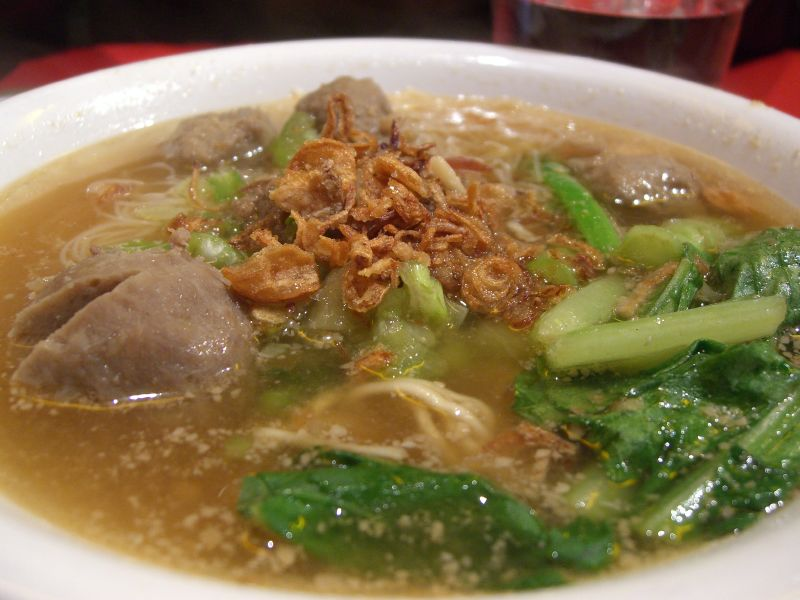
mì bakso

## Sản xuất
Gần như tất cả thịt viên (làm từ thịt heo, cá, thịt bò, vv) châu Á có khác biệt đáng kể trong kết cấu với các loại thịt viên có nguồn gốc châu Âu. Thay vì các loại thịt xay, băm, nghiền, thịt được sử dụng để làm cho thịt bò viên châu Á là đập hay cán, giã cho đến khi thịt nhuyễn ra và ít bột, tạo một kết cấu mịn cho thịt viên.

## Hồng Kông
Tại Hồng Kông, bò viên thường trộn lẫn với mì hoành thánh.

## Quảng Đông
Tại Quảng Đông, bò viên có thể biến thể thành xíu mại để ăn điểm tâm.

## Indonesia
Tại Indonesia thịt bò viên được gọi là bakso hấp hay luộc và thường bày trong một cái bát, như với súp, mì, hủ tiếu, đậu phụ, trứng, nhân thịt bánh bao, và hoành thánh chiên giòn và phổ biến trên khắp Indonesia, nhưng phổ biến nhất là bakso Solo và bakso Malang (được đặt tên cho thành phố Solo và Malang mà từ đó nó bắt nguồn). Tại Malang, bakso Bakar (bakso chiên) cũng rất phổ biến.

## Việt Nam
Thịt bò viên và xíu mại đã du nhập vào miền Nam Việt Nam từ rất lâu, nhất là ở Sài Gòn và các tỉnh miền Tây Nam Bộ. Thịt bò viên có thể được sử dụng như một thành phần trong phở, hủ tiếu, trong quán hay bán dạo theo xe bình dân như hủ tiếu gõ. Thịt bò viên cũng có thể ăn không trong một bát nước dùng, và chấm với tương ớt Sriracha, tương đen.